# کیزو یمای
کیزو یمای (به انگلیسی: Keizo Imai) بازیکن فوتبال اهل ژاپن و عضو تیم ملی فوتبال ژاپن است که در تاریخ ۳ سپتامبر ۱۹۷۴ میلادی اولین بازی ملی‌اش را انجام داد. او در ۲۹ بازی ملی حضور داشت و آخرین بازی ملی خود را در تاریخ ۲ آوریل ۱۹۸۰ میلادی انجام داد. کیزو یمای در بازی‌های ملی‌اش
گلی به ثمر نرساند.